# Chiến trường Duklian và các di tích tại Dukla và Svidník
Chiến trường Duklian và các di tích tại Dukla và Svidník (tiếng Slovakia: Duklianske bojisko a pamätníky na Dukle a vo Svidníku) là di tích được ghi danh vào Danh sách Di tích Trung ương để tưởng nhớ những người lính đã ngã xuống trong chiến dịch Carpathian-Duklian, diễn ra trong Chiến tranh thế giới thứ hai tại khu vực đèo Duklian. Vào ngày 27 tháng 2 năm 1961, theo Nghị quyết của Chủ tịch Hội đồng Quốc gia Slovakia, chiến trường Duklian và các khu nghĩa trang tại Dukla và Svidník được công nhận là di tích văn hóa quốc gia.
Về mặt lãnh thổ, Chiến trường Duklian được chia thành hai địa phương:
- Dukla - đài tưởng niệm Quân đoàn Séc-Slovakia: di tích này tọa lạc trong khu vực địa chính làng Vyšný Komárnik. Việc xây dựng đài tưởng niệm trong khu vực chiến trường nhằm thể hiện sự tri ân của chính phủ Cộng hòa Séc-Slovakia đối với những người lính đã hi sinh của Quân đoàn Séc-Slovakia số 1. Tượng đài được xây dựng vào năm 1949. Tác giả của tượng đài là kiến trúc sư Josef Grus. Bên cạnh đài tưởng niệm là khu nghĩa trang quân đội, nơi chôn cất 565 thành viên của Quân đoàn số 1.
- Đài tưởng niệm quân đội Liên Xô: di tích này tọa lạc trong địa phận làng Svidník